# Pneumàtic sense cambra
Un pneumàtic de bici sense cambra (tubeless) funciona amb un líquid que s'encarrega d'aguantar l'aire dins la roda, i s'encarrega també de tapar els forats que es formen. El líquid és bastant dens, i es queda dins la roda. A mesura que passa el temps es va eixaugant aquest líquid i es queda sec en forma d'un tipus de silicona. És necessari tenir unes llantes a propòsit perquè l'aire no surti per cap banda. Són unes llantes amb una capa d'una cinta que és impermeable. Aquest sistema és beneficiari, perquè pesa menys, i és menys probable que es foradi la roda, però com a inconvenient, requereix més manteniment que un pneumàtic tradicional amb cambra, perquè has d'anar ficant líquid cada cert temps (1-3 mesos).